# Bromus intermedius
Bromus intermedius là một loài thực vật có hoa trong họ Hòa thảo. Loài này được Guss. mô tả khoa học đầu tiên năm 1827.